# تراسي جاكسون
تراسي جاكسون (بالإنجليزية: Tracey Jackson)‏ هي كاتبة سيناريو ومخرجة أمريكية، ولدت في 12 مايو 1958 في لوس أنجلوس في الولايات المتحدة.

## وصلات خارجية
- الموقع الرسمي
- تراسي جاكسون على موقع IMDb (الإنجليزية)
- تراسي جاكسون على موقع ألو سيني (الفرنسية)
- تراسي جاكسون على موقع أول موفي (الإنجليزية)
- تراسي جاكسون على موقع قاعدة بيانات الأفلام السويدية (السويدية)
- تراسي جاكسون على موقع كينوبويسك (الروسية)